# Układ bodźcotwórczo-przewodzący serca

Propagacja impulsów w układzie bodźcotwórczo-przewodzącym oraz powstawanie zapisu EKG

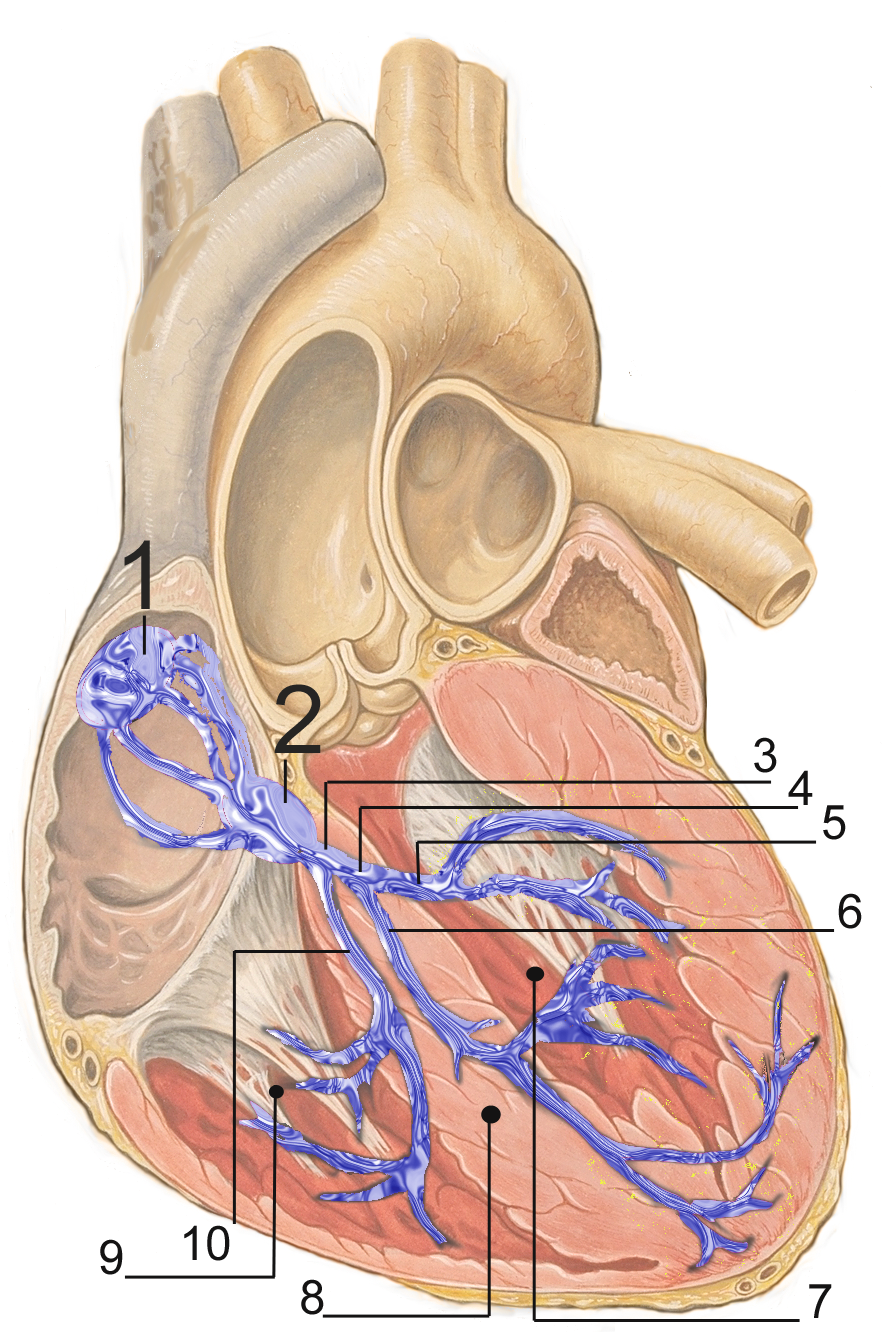
Układ bodźcotwórczo-przewodzący:
1. węzeł zatokowo-przedsionkowy
2. węzeł przedsionkowo-komorowy
3. pęczek Hisa
4. lewa odnoga pęczka Hisa
5. wiązka tylna lewej odnogi
6. wiązka przednia lewej odnogi
7. lewa komora
8. przegroda międzykomorowa
9. prawa komora
10. prawa odnoga pęczka Hisa

Wypreparowany układ bodźcotwórczo-przewodzący (nie należy mylić żółto oznaczonych włókien na rysunku z zazwyczaj oznaczanymi na żółto nerwami, gdyż układ bodźcotwórczo-przewodzący składa się ze zmienionych kardiomiocytów):
1. węzeł zatokowo-przedsionkowy
2. pęczek Bachmana
3. przedni szlak międzywęzłowy
4. środkowy szlak międzywęzłowy
5. tylny szlak międzywęzłowy
6. węzeł przedsionkowo-komorowy
7. pęczek Hisa
8. prawa odnoga pęczka Hisa
9. lewa odnoga pęczka Hisa
10. tylna wiązka lewej odnogi
11. przednia wiązka lewej odnogi
12. włókna Purkiniego

Układ bodźcotwórczo-przewodzący, układ bodźco-przewodzący serca; układ bodźcowo-przewodzący (łac. systema conducens cordis) – określona grupa komórek serca, która ma zdolność do wytwarzania oraz rozprowadzania rytmicznych impulsów elektrycznych wywołujących skurcz serca.
Automatyzm serca to termin stosowany w fizjologii, oznaczający zdolność serca do samoistnego i rytmicznego samopobudzania się.

## Budowa

### Histologia
Komórki te różnią się od pozostałych miocytów nie tylko pod względem czynnościowym ale także morfologicznym. Przede wszystkim nie mają poprzecznego prążkowania ale również zawierają więcej sarkoplazmy i są bogate w glikogen.
Komórki węzła zatokowo-przedsionkowego, tzw. komórki P, są wrzecionowate, mniejsze od przeciętnych kardiomiocytów, o słabo kwasochłonnej cytoplazmie (stąd nazwa komórek P, od angielskiego pale, blady).

### Anatomia
Komórki te układają się w skupiska bezpośrednio pod wsierdziem (według kolejności przechodzenia impulsu):
- węzeł zatokowo-przedsionkowy,
- szlaki międzywęzłowe (pęczki): przedni (pęczek Bachmana i gałąź zstępująca), środkowy (pęczek Wenckebacha), tylny (pęczek Thorela),
- węzeł przedsionkowo-komorowy,
- pęczek przedsionkowo-komorowy (pęczek Hisa),
- rozpoczynające się w obrębie komór odnogi pęczka Hisa: prawa i lewa (dzieląca się w obrębie lewej komory na wiązki przednią i tylną),
- obie odnogi przechodzą pod wsierdziem w komórki sercowe przewodzące – włókna Purkiniego.

## Czynność układu
Skurcze mięśnia przedsionków i mięśnia komór są wywołane wyłącznie pobudzeniem powstającym w komórkach układu przewodzącego (komórki rozrusznikowe → patrz dalej). Komórki nerwowe (układu autonomicznego) znajdujące się w samym sercu lub wysyłające swe aksony do serca nie uczestniczą w wyzwalaniu pobudzenia w sercu, uwalniają jedynie neuroprzekaźniki przyspieszające lub zwalniające skurcze serca.
Źródłem pobudzeń elektrycznych w mięśniu sercowym, są wyspecjalizowane komórki rozrusznikowe, których błona komórkowa odznacza się zdolnością do rytmicznej spontanicznej depolaryzacji. Ich potencjał spoczynkowy nie jest stały, tak jak w komórkach roboczych mięśnia sercowego, tylko ulega spontanicznie i samoistnie podwyższeniu (powolna spoczynkowa depolaryzacja, prepotencjał rozrusznika). Dzieje się to na skutek nasilania się dokomórkowego prądu jonów wapniowych aż do osiągnięcia potencjału progowego, przy którym wyzwala się potencjał czynnościowy (depolaryzacja). Z węzła zatokowo-przedsionkowego (który to nadaje rytm pracy w prawidłowo działającym sercu → rytm zatokowy) depolaryzacja rozchodzi się na mięsień obu przedsionków, dalej za pośrednictwem trzech pęczków międzywęzłowych na węzeł przedsionkowo-komorowy i pęczkiem Hisa na mięśnie komór w następującej kolejności: warstwa podwsierdziowa w dolnej 1/3 przegrody międzykomorowej po stronie lewej, od lewej do prawej warstwy podwsierdziowej przegrody międzykomorowej, warstwa podwsierdziowa przegrody międzykomorowej po stronie prawej, podwsierdziowe warstwy przykoniuszkowe prawej i lewej komory, ściana lewej komory, ściana prawej komory do nasierdzia, ściana lewej komory do nasierdzia, części przypodstawne przegrody międzykomorowej oraz prawej i lewej komory. Następnie po repolaryzacji komórek cały cykl powtarza się.
Komórki węzła zatokowo-przedsionkowego pobudzają się w rytmie 60-100 razy na minutę (średnio około 72/min., tj. 1,2 Hz). Pozostałe komórki układu przewodzącego pobudzają się samoistnie w rytmie wolniejszym, każde niższe piętro wolniej od wyższego (najmniejsza częstość jest we włóknach Purkiniego oraz w kardiomiocytach). W związku z tym węzeł zatokowo-przedsionkowy stanowi ośrodek pierwszorzędowy i narzuca swój rytm wszystkim pozostałym komórkom układu przewodzącego i komórkom całego mięśnia sercowego.

### Prędkość przenoszenia się depolaryzacji
Prędkość przenoszenia się depolaryzacji w układzie przewodzącym i w mięśniu sercowym (według Traczyka):
|   | komórki                                                      | prędkość przenoszenia [m/s] |
| - | ------------------------------------------------------------ | --------------------------- |
| 1 | węzła zatokowo-przedsionkowego                               | 0,05                        |
| 2 | mięśnia przedsionków                                         | 1,0                         |
| 3 | strefy granicznej pomiędzy mięśniem przedsionków i węzłem av | 0,05                        |
| 4 | węzła przedsionkowo-komorowego                               | 0,1                         |
| 5 | pęczka przedsionkowo-komorowego                              | 2,0                         |
| 6 | przewodzące w mięśniu komór                                  | 4,0                         |
| 7 | mięśnia komór pod wsierdziem                                 | 1,0                         |
| 8 | mięśnia komór pod osierdziem                                 | 0,4                         |

### Regulacja pracy układu
Acetylocholina uwolniona z zakończeń neuronów przywspółczulnych łączy się z receptorem muskarynowym M2 i zwiększa wypływ jonów K+ z komórek rozrusznika wydłużając czas trwania prepotencjału rozrusznika. W związku z tym stan czynny w komórkach układu przewodzącego występuje rzadziej i serce kurczy się wolniej.
Noradrenalina z zakończeń neuronów współczulnych wiąże się z receptorami β-adrenergicznymi (których jest znacznie więcej w sercu niż receptorów α-adrenergicznych) zwiększa napływ jonów Ca2+ do komórek rozrusznika. Wtedy czas trwania prepotencjału rozrusznika skraca się, stan czynny w jego komórkach występuje częściej i przyspiesza się częstość skurczów serca.
U człowieka w spoczynku zablokowanie farmakologiczne receptorów cholinergicznych wywołuje przyspieszenie częstości skurczów serca. Analogicznie po zablokowaniu receptorów adrenergicznych częstość skurczów serca ulega zwolnieniu. Po farmakologicznym zablokowaniu obu receptorów, cholinergicznych i adrenergicznych, częstość skurczów serca przyspiesza się w porównaniu do częstości występującej w spoczynku.

## Zaburzenia rytmu pracy układu
W warunkach chorobowych, gdy szlaki przewodzenia układu są uszkodzone, następne (niższe) piętro przejmuje funkcję rozrusznika i nadaje kontrolowanym przez niego partiom serca własny, wolniejszy rytm.

### Blok prawej odnogi pęczka Hisa
W tym przypadku pobudzenie dociera przez lewą odnogę do lewej komory, następnie przez przegrodę międzykomorową do prawej komory, przez co depolaryzacja komory prawej jest opóźniona.

### Blok przedsionkowo-komorowy III stopnia
Węzeł zatokowo-przedsionkowy nadaje rytm przedsionkom, ale w wyniku przerwania przewodzenia do węzła AV nie jest w stanie go pobudzić. Wtedy samoistne pobudzenia węzła AV nie są już zagłuszane przez wyższe piętro układu, więc uaktywnia się jego wewnętrzna pobudliwość i zaczyna pracować swoim własnym tempem 40-60/min., pobudzając przy tym niższe piętra i komory (komory pracują wtedy wolniej niż przedsionki). Wsteczny blok przewodzenia chroni przedsionki przed pobudzeniami z niżej położonego rozrusznika (nie zawsze → patrz zespół WPW niżej).

### Zespół Wolffa-Parkinsona-White'a
Zespół WPW to jeden z tzw. zespołów preekscytacji, spowodowanych przewodzeniem pobudzeń z przedsionków do komór dodatkowymi drogami (omijając całkowicie lub częściowo fizjologiczną drogę). Usposabia to do zaburzeń rytmu, zwłaszcza napadowego częstoskurczu powstającego w mechanizmie reentry (ponowne wejście). W zespole WPW dodatkowa droga (tzw. pęczek Kenta) łączy bezpośrednio przedsionek z komorą. Część mięśnia komory depolaryzowana jest wcześniej dodatkową drogą, a pozostała część drogą fizjologiczną.

## Podstawy do badania EKG
Wędrówka dużej liczby jonów przez błonę komórkową związana jest z postępującą depolaryzacją komórek mięśnia przedsionków i mięśnia komór. Zmiany ładunku elektrycznego występujące na powierzchni mięśnia sercowego mogą być odebrane za pomocą elektrod przystawionych bezpośrednio do serca lub do powierzchni skóry. Elektrody przystawione do powierzchni skóry odbierają potencjał czynnościowy mięśnia sercowego o wielokrotnie niższej amplitudzie niż elektrody przystawione bezpośrednio do serca. Ze względów praktycznych stosuje się w medycynie odbiór potencjałów czynnościowych mięśnia sercowego za pomocą elektrod przystawianych do powierzchni skóry. W celu ujednolicenia metody pomiaru i oceny potencjałów czynnościowych mięśnia sercowego zostały ustalone miejsca na powierzchni ciała, do których przystawia się elektrody (patrz → odprowadzenia w EKG).